# Drongo cendrós
El drongo cendrós (Dicrurus leucophaeus) és un ocell de la família dels dicrúrids (Dicruridae).

## Hàbitat i distribució
Habita boscos, matolls, zones obertes i encara medi urbà a les terres baixes i muntanyes des de l'est d'Afganistan, cap a l'est, a través dels turons de l'Himàlaia de Pakistan i nord, nord-est i est de l'Índia, Nepal i Sikkim, fins al Tibet, nord de Myanmar i centre i sud-est de la Xina, Hainan, i cap al sud, a través del Sud-est Asiàtic fins Sumatra, Simeulue i les illes Mentawai, Java, Bali, Lombok, nord de Borneo i les Illes Filipines sud-occidentals de Palawan, Calamian i Balabac.